# Championnats de France d'athlétisme 2007
Navigation
Championnats 2006 Championnats 2008
Les Championnats de France d'athlétisme 2007 ont eu lieu du 3 au 5 août 2007 au Stade René-Gaillard de Niort.

## Palmarès
| Discipline        | Hommes                  | Hommes          | Femmes                     | Femmes          |
| ----------------- | ----------------------- | --------------- | -------------------------- | --------------- |
| 100 m             | Lueyi Dovy              | 10 s 41         | Carima Louami              | 11 s 54         |
| 200 m             | David Alerte            | 20 s 33         | Muriel Hurtis              | 22 s 88         |
| 400 m             | Leslie Djhone           | 45 s 19         | Solen Desert               | 51 s 42         |
| 800 m             | Driss Yousfi            | 1 min 50 s 60   | Élodie Guégan              | 2 min 02 s 74   |
| 1 500 m           | Abdelkader Bakhtache    | 3 min 40 s 51   | Maria Martins              | 4 min 14 s 30   |
| 5 000 m           | Malik Bahloul           | 13 min 51 s 28  | Samira Mezeghrane          | 16 min 34 s 51  |
| 20 km marche      | Yohann Diniz            | 1 h 23 min 16 s | Mandy Loriou               | 1 h 45 min 17 s |
| 100 m haies       | -                       | -               | Adrianna Lamalle           | 12 s 94         |
| 110 m haies       | Ladji Doucouré          | 13 s 43         | -                          | -               |
| 400 m haies       | Fadil Bellaabouss       | 49 s 29         | Aurore Kassambara          | 56 s 23         |
| 3 000 m steeple   | Mohamed-Khaled Belabbas | 8 min 33 s 48   | Sophie Duarte              | 9 min 39 s 01   |
| Saut en longueur  | Kafétien Gomis          | 7,91 m          | Eunice Barber              | 6,66 m          |
| Triple saut       | Julien Kapek            | 17,10 m         | Teresa Nzola Meso Ba       | 14,14 m         |
| Saut en hauteur   | Mickael Hanany          | 2,24 m          | Melanie Skotnik            | 1,95 m          |
| Saut à la perche  | Jérôme Clavier          | 5,70 m          | Vanessa Boslak             | 4,60 m          |
| Lancer du poids   | Yves Niaré              | 20,08 m         | Laurence Manfredi          | 17,50 m         |
| Lancer du disque  | Bertrand Vili           | 61,05 m         | Mélina Robert-Michon       | 61,40 m         |
| Lancer du marteau | Frédérick Pouzy         | 70,80 m         | Manuela Montebrun          | 71,36 m         |
| Lancer du javelot | Vitolio Tipotio         | 75,78 m         | Nadia Vigliano             | 56,84 m         |
| Décathlon         | Rudy Bourguignon        | 7 703 pts       | -                          | -               |
| Heptathlon        | -                       | -               | Antoinette Nana-Djimou Ida | 5 982 pts       |